# شهرستان وانینسکی
شهرستان وانینسکی (به لاتین: Vaninsky District) یک شهرستان در روسیه است که در سرزمین خاباروفسک واقع شده‌است.